# Stephen Archibald
Pour les articles homonymes, voir Archibald.
Stephen Archibald, né le 5 mai 1959 à Édimbourg et mort le 24 mars 1998 à Édimbourg, est un acteur écossais, connu pour son rôle dans la Trilogie Bill Douglas.

## Biographie
Le réalisateur Bill Douglas a rencontré Stephen Archibald à un arrêt de bus dans la banlieue d'Édimbourg, alors qu'il n'avait que onze ans, et qu'il lui a demandé une cigarette. Il lui fait faire des essais dans la caméra, et il devient le personnage principal de sa trilogie. À l'âge de 13 ans, il paraissait en avoir moins de dix.
Pour Helen Crummy, l'actrice qui joue le rôle de l'institutrice dans My Childhood, « Archibald était l'enfant le plus triste qu'elle n'avait jamais vu ». Elle ne l'a jamais vu sourire. « Il ressemblait à un vieil homme dépressif ».
Comme son frère dans le film, il est mort prématurément après une vie de violence, à seulement 38 ans, l'âge où Douglas a tourné My Childhood.
Archibald avait déclaré un jour « J'ai toujours attendu que Bill revienne faire un autre film. Puis il est mort et ma carrière au cinéma était finie. C'était un homme fantastique. Je ne pense pas qu'il y ait des mots pour décrire sa place dans mon cœur ».

## Filmographie
- 1972 : My Childhood de Bill Douglas : Jamie
- 1973 : My Ain Folk de Bill Douglas : Jamie
- 1978 : My Way Home de Bill Douglas : Jamie

## Analyse
C'était un « jeune acteur non professionnel, étonnant de sincérité et de vérité », que Bill Douglas a suivi entre 10 et 18 ans, un peu comme François Truffaut avait suivi Jean-Pierre Léaud. D'ailleurs pour le Nouvel Obs, Stephen Archibald était le « Jean-Pierre Léaud de la banlieue d'Édimbourg ». Le personnage de Jamie, interprété par Stephen Archibald, « impose son profil d’enfant mutique, bouc émissaire de la violence des adultes ».